# Joseph-Emmanuel de la Trémoille
Joseph-Emmanuel de la Trémoille (ur. 28 czerwca 1659 w Thouars, zm. 10 stycznia 1720 w Rzymie) – francuski kardynał.

## Życiorys
Urodził się 28 czerwca 1659 roku w Thouars, jako syn Louisa de la Trémoille i Renée Julie Aubery. Studiował na Sorbonie, gdzie uzyskał doktorat, a następnie został audytorem Roty Rzymskiej. 17 maja 1706 roku został kreowany kardynałem prezbiterem i otrzymał kościół tytularny Santissima Trinità al Monte Pincio. W latach 1714–1715 pełnił funkcję kamerlinga Kolegium Kardynałów. 8 czerwca 1716 roku został wybrany biskupem Bayeux, a dwa lata później został arcybiskupem Cambrai. 30 maja 1719 roku przyjął sakrę. Zmarł 10 stycznia 1720 roku w Rzymie.